# 페리 파스테

페리 파스테의 문장

페리 파스테(Ferry Pasté, ? ~ 1247)는 프랑스의 귀족, 군인이다. 그는 샬랑주(Challelange)와 생피에르아른(Saint-Pierre-à-Arnes)의 영주였고 1240년 프랑스 원수로 임명되었다.
그는 루이 9세의 궁정에서 주로 외교관의 역할을 맡았다. 그는 플랑드르 여백작 잔(Jeanne, comtesse de Flandre)이 두에(Douai)를 프랑스에 양도할 때 외교 업무를 위해 플랑드르에 파견되었으며, 1243년 툴루즈 백작 레몽 7세(Raymond VII de Toulouse)가 반란을 일으켰다 항복했을 때에도 협상 사절로서 툴루즈에 파견되었다.